# Bristol 407
Bristol 407 – sportowy samochód osobowy produkowany przez brytyjską firmę Bristol Cars w latach 1961–1963. Dostępny jako 2-drzwiowe coupé. Następca modelu 406. Do napędu samochodu użyto silnika V8 o pojemności 5,1 litra. Moc przenoszona była na koła tylne poprzez 3-biegową automatyczną skrzynię biegów. Samochód został zastąpiony później przez model 408

## Dane techniczne

### Silnik
- V8 5,1 l (5130 cm³), 2 zawory na cylinder, OHV
- Średnica × skok tłoka: 98,55 × 84,07 mm
- Stopień sprężania: 9,0:1
- Moc maksymalna: 254 KM (186,4 kW) przy 4400 obr./min
- Maksymalny moment obrotowy: 461 N·m przy 2800 obr./min

### Osiągi
- Przyspieszenie 0-100 km/h: 9,2 s[1]
- Prędkość maksymalna: 202 km/h[1]
- Średnie zużycie paliwa: 16,1 l/100 km[1]